# Издательство Манчестерского университета
Издательство Манчестерского университета (англ. Manchester University Press, сокр. MUP) — издательское подразделение Манчестерского университета.
Участвует в проекте открытого доступа. Является одним из тринадцати издательств, принявших участие в пилотном проекте Knowledge Unlatched — глобальном библиотечном консорциуме, который занимается финансированием книг для открытого доступа.

## История и деятельность
Издательство Манчестерского университета было основано в 1904 году (как Publications Committee of the University), первоначально для публикации академических исследований, проводимых в Манчестерском университете Виктории. Офис издательства разместился в доме в Lime Grove. Функция распространения публикаций тогда была в руках книготорговой компании Sherratt & Hughes из Манчестера. С 1913 года дистрибьюторами издательства Манчестерского университета была компания Longmans, Green & Co., договор с которой прекратился в 1930-х годах.

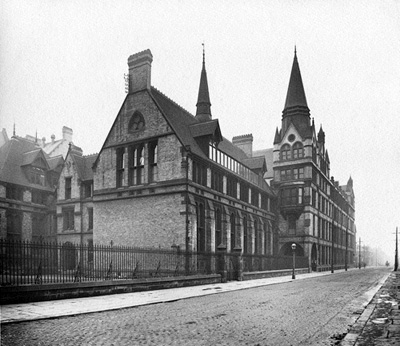
Старая медицинская школа на Купленд-стрит — одно из зданий, где размещалось издательство

Издательство было основано Джеймсом Тейтом (James Tait). Его преемником стал Томас Тут, и вместе они отвечали за первые 20 лет его существования прессы. Г. М. Маккечни ('H. M. McKechnie) был секретарем издательства с 1912 по 1949 год.
Офисы издательства Манчестерского университета несколько раз менял своё местоположение. С 1951 года это был Grove House, затем — бывшая университетская стоматологическая клиника Манчестера; до настоящего времени он находится в бывшей Манчестерской медицинской школе на Coupland Street.
Издательство Манчестерского университета издает монографии и учебники для академического преподавания в высших учебных заведениях. В 2012 году оно ежегодно выпускало около 145 новых книг и ряд журналов. Его продукция продаётся и распространяется издательством Oxford University Press в США и Канаде, а в Австралии — Footprint Books. Издательство имеет свой американский офис в Дувре, штат Нью-Гемпшир.